# Hermann Haken (prawnik)

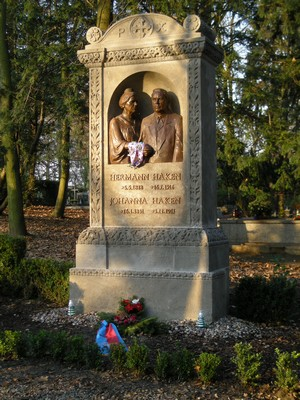
Pomnik nagrobkowy rodziny Hakenów w lapidarium cmentarza Centralnego w Szczecinie

Hermann Haken (ur. 5 maja 1828 w Koszalinie, zm. 16 lipca 1916 w Berlinie-Wilmersdorfie) – niemiecki prawnik (absolwent Uniwersytetu Greifswaldzkiego) i samorządowiec, nadburmistrz Szczecina w latach 1878–1907.

## Życiorys
W latach 1867–1877 był burmistrzem Kołobrzegu. Zapoczątkował i rozwinął działalność kołobrzeskiego uzdrowiska, w roku 1877 otrzymał tytuł honorowego obywatela miasta Kołobrzeg.
Od 1 stycznia 1878 do 31 marca 1907 był nadburmistrzem Szczecina (niem. Oberbürgermeister), gdzie przeprowadził kompleksową przebudowę układu urbanistycznego miasta, m.in. w szerszym zakresie wprowadził do układu komunikacyjnego ronda. Był także inicjatorem budowy biblioteki publicznej, gmachu teatru miejskiego, cmentarza Centralnego, dokonał przebudowy i zagospodarowania szczecińskiego Hakenterrasse – dzisiejszych Wałów Chrobrego. Za jego kadencji rozwijały się części miasta Szczecina: Pomorzany, Niebuszewo, Łękno, Drzetowo. Do miasta przyłączono Grabowo.
Po przejściu na emeryturę osiedlił się w Berlinie-Wilmersdorfie i tam zmarł 16 lipca 1916. Pochowany został 20 lipca na szczecińskim cmentarzu Centralnym.
Honorowy obywatel miasta Szczecina (tytuł został nadany 31 marca 1907). W uznaniu zasług jego imieniem nazwano taras widokowy Hakenterrasse (dosł. Taras Hakena), dzisiejsze Wały Chrobrego oraz rondo w Szczecinie.
Na jego cześć nazwany został zbudowany w 1895 roku statek pasażerski SS „Oberbürgermeister Haken”. W 1922 roku statek ten, wraz z SS „Preußen”, został wykorzystany przez ZSRR do deportacji nieprzychylnych reżimowi intelektualistów, zyskując przydomek „statku filozofów” (ros. философский пароход).